# Церковь Святой Софии (Дрезден)
Церковь Святой Софии или Софиенкирхе (нем. Sophienkirche) ― несохранившаяся церковь в Дрездене, располагавшаяся на северо-восточном углу Постплатц. Была единственной церковью города в готическом стиле.

## История
Церковь была построена в 1610 году Софией Бранденбургской на месте заброшенного после Реформации францисканского монастыря. Между 1718 и 1720 годами мастер по изготовлению клавишных инструментов Готфрид Зильберман установил в церкви орган, на котором в 1725 и 1747 годах давал концерты Иоганн Себастьян Бах. В 1864—1868 годах Софиенкирхе была реконструирована.
Здание церкви серьёзно пострадало во время бомбардировки Дрездена в 1945 году. После этого власти ГДР неоднократно поднимали вопрос о дальнейшей судьбе сооружения. Вальтеру Ульбрихту, лидеру СЕПГ, принадлежат слова: «Социалистическому городу не нужны готические церкви». Несмотря на сильные протесты дрезденских реставраторов и архитекторов, остатки Софиенкирхе были уничтожены в 1962—1963 годах. В 2009 году на месте Софиенкирхе был построен памятник.

## Галерея

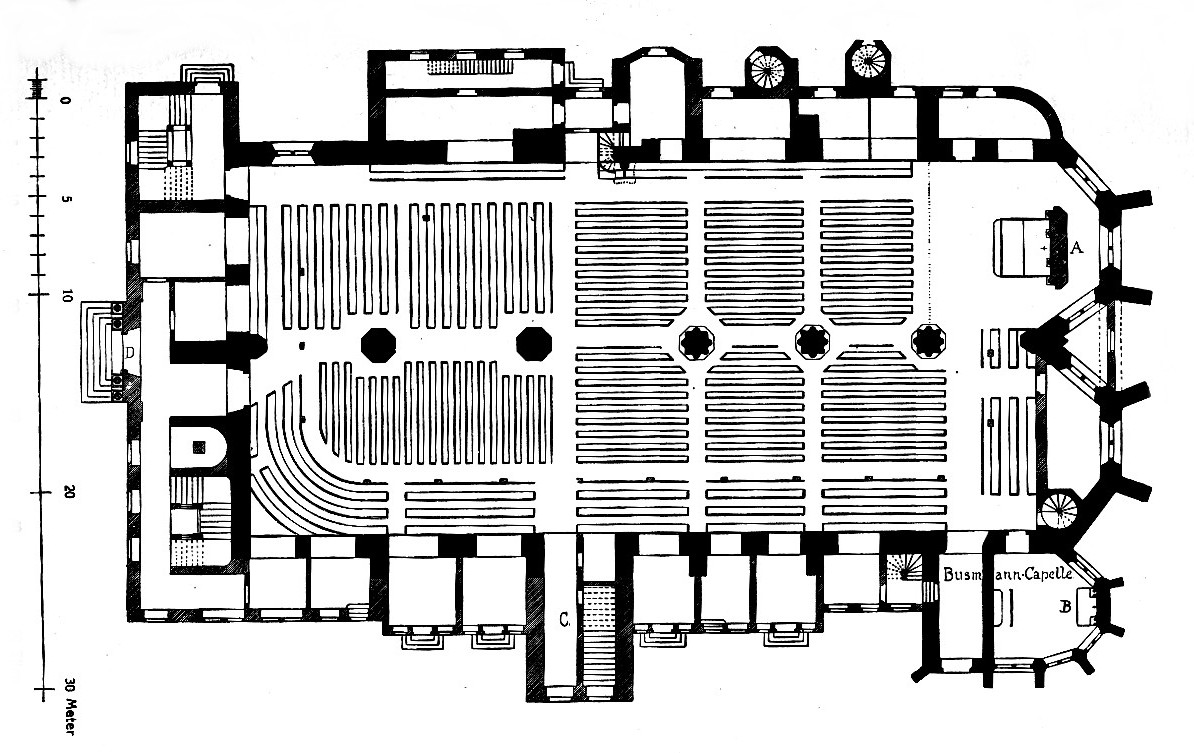
План церкви до 1864 года
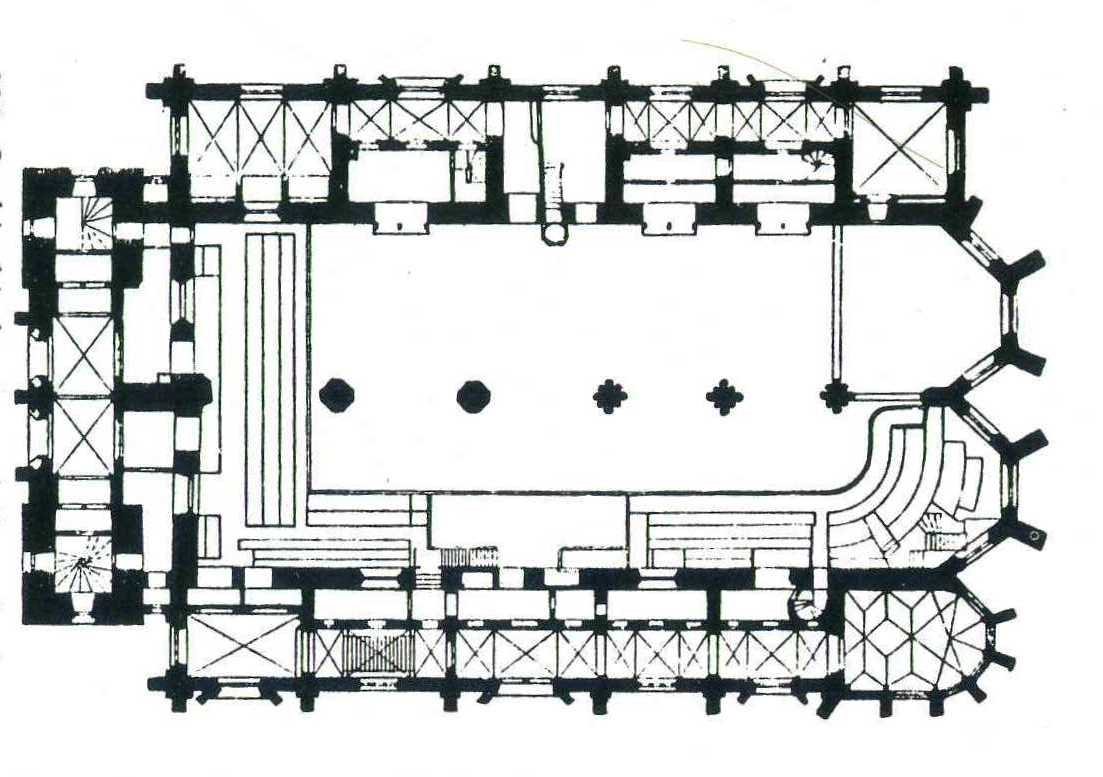
План церкви после 1868 года
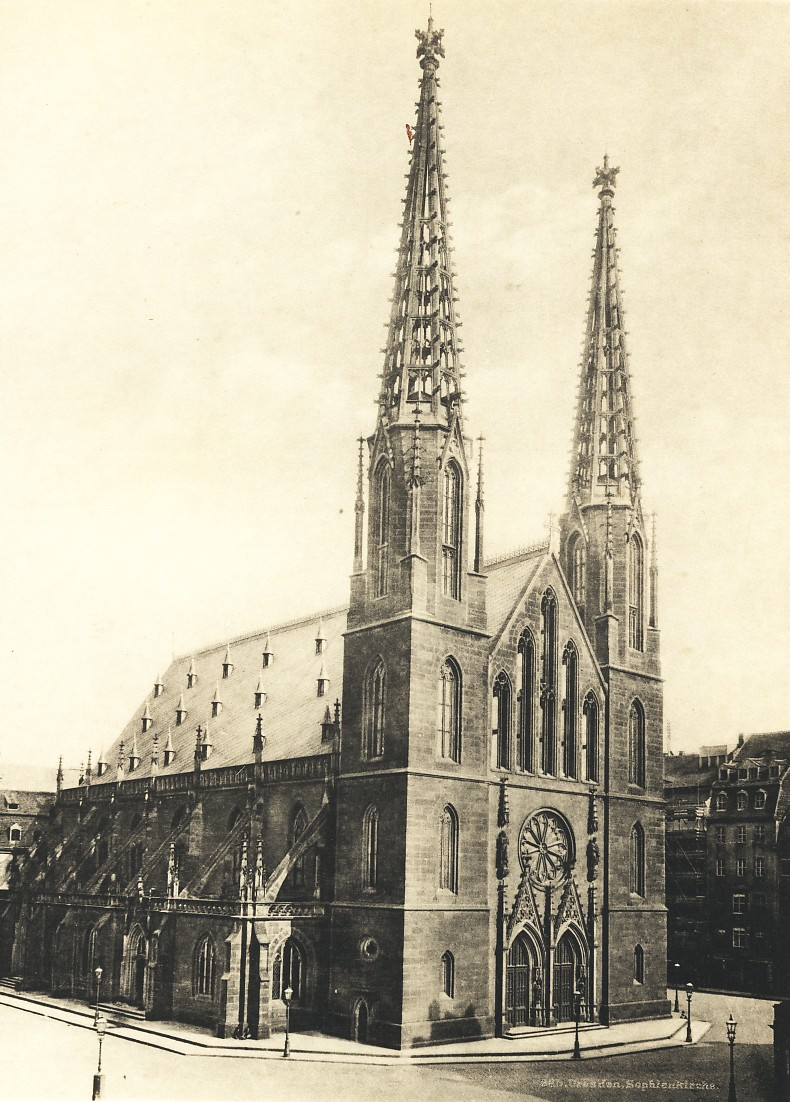
Фотография 1910 года